# Офела
Офела или Офела из Пеле (око 355—308. п. н. е.) је био Птолемејев генерал и краљ Киренаике. Као командант Птолемејеве војске освојио је Киренаику (источни обални део данашње Либије) и припојио је Птолемејевом поседу. Птолемеј га је поставио за управника Киренаике, а он је једно време постао дефакто независан владар. Отишао је 308. п. н. е. у Картагину да помогне Агатоклеу, али Агатокле га је убио и преузео његову војску.

## Александров пријатељ
Био је ожењен Еутидиком, чији предак је био Милтијад Млађи. Био је један од најближих пријатеља Александра Великога. Изгледа да га је пратио приликом његова похода у Азију. По први пут се помиње као тријерах 327. п. н. е. приликом Александровога индијскога похода.

## Код Птолемеја
Након Александрове смрти изгледа да је отишао са Птолемејем у Египат. Тимброн је убио Харпала и уз помоћ његова великога блага и најамника освојио је Кирену, а са другим градовима Киренаике (источни обални део данашње Либије) је био у савезу. Када се Кирена побунила започео је Киренски рат. На страни Тимброна борио се део градова Киренаике, а на страни Кирене део Либијаца и Картагињана. Тимброн је победио, па се Кирена нашла под опсадом. Услед несташице дошло до сукоба и преврата у Кирени, па је народ истерао аристократе, који су се онда обратили Птолемеју и Тимброну.

## Египат се меша у Киренски рат
Киренски аристократе наговорили су Птолемеја да се умеша у Киренски рат. Птолемеј је заједно са изгнаним аристократама послао значајне пешачке и коњичке снаге под заповедништвом Офеле. Аристократе, који су се налазили код Тимброна покушали су да се тајно придруже Офелиној војсци, али побијени су. Демократи у Кирени препали су се повратка аристократа, па су склопили примирје са Тимброном.

## Тимбронов пораз и смрт
Офела је победио и заробио је Тимброна, а овладавши Киренаиком прикључио ју је Птолемејевом Египту. Тимброна су приликом бега ухватили неки Либијци. По Офелином одобрењу био је најпре мучен, па је онда обешен. Офела је постао Птолемејев управник Киренаике.

## Прихвата Агатоклеов позив да учествује у рату са Картагином
Офела је изгледа владао Киренаиком као независан владар. Агатокло га је 309. п. н. е. замолио да му помогне у рату са Картагињанима. Заузврат Агатокле му је обећавао власт у Либији објаснивши му да нема никакавих претензија у Либији, јер је великом пустињом и опасним морем била одвојена од Картагине. Офела је прихватио Агатоклов позив. Према Јустину Офела је тежио за афричким царством, па се обратио Агатоклоу са предлогом о савезу. Женидбом је био добро повезан са Атињанима, па је успео да привуче много Атињана да учествују у походу на Картагину и Либију. Привукао их је најавом добре пљачке у Картагини и најавом поделе најбоље земље у Либији.

## Прелазак преко пустиње
Офела је кренуо са 10.000 пешака, 600 коњаника, 100 борних кола и 10.000 људи из неборбеног састава. Након двомесечног мукотрпнога марша стигли су 308. п. н. е. до Картагине и Агатоклеа. Прешли су велику пустињу Сирта, кроз разне дивље области без воде. Оскудевали су у води, а када су потрошили сву храну претила је опасност да изгуби целу војску, али ипак су прешли пустињу. Када је Офела дошао са великом војском да помогне Агатоклеу Картагињани су били обесхрабрени. Агатокло је снабдео Офелину војску и дао им да се одморе.

## Агатокле убија Офелу
Док је већина Офелине војске била заузета скупљањем хране и жита далеко од логора, Агатокле је оптужио Офелу да кује заверу против њега. Послао је изненада своју војску на Офелу и мањи део Кирењана, који се тада налазио у логору. Изненађени Офела се супротставио са малим снагама, али погинуо је у том сукобу. Агатокле је након тога смирио Офелину војску и ставио је под своју команду.